# 2018년 아시안 게임 세팍타크로
2018년 아시안 게임 세팍타크로는 2018년 8월 19일부터 9월 1일까지 인도네시아 팔렘방 자카바링 스포츠 시티에 있는 라나우 스포츠홀에서 진행된다.

## 일정
모든 시간은 인도네시아 서부 표준시 (UTC+7) 기준이다.

## 참가국
총 15개 국가가 참가하였다.
| - 중화인민공화국 - 인도 - 인도네시아 - 이란 - 일본 - 라오스 - 말레이시아 - 미얀마 | - 네팔 - 파키스탄 - 필리핀 - 싱가포르 - 대한민국 - 태국 - 베트남 |

## 메달리스트

### 남자
| 종목             | 금 | 은 | 동 |
| ---------------- | -- | -- | -- |
| 레구 자세히      |    |    |    |
|                  |    |    |    |
| 복식 자세히      |    |    |    |
|                  |    |    |    |
| 단체 자세히      |    |    |    |
|                  |    |    |    |
| 단체 레구 자세히 |    |    |    |
|                  |    |    |    |

### 여자
| 종목             | 금 | 은 | 동 |
| ---------------- | -- | -- | -- |
| 복식 자세히      |    |    |    |
|                  |    |    |    |
| 단체 레구 자세히 |    |    |    |
|                  |    |    |    |